# Henri Paradis (homme politique)
Ne pas confondre avec le musicien français Henri Paradis.
Pour les articles homonymes, voir Paradis.
Henri Paradis, né le 20 janvier 1952 à Saint-Cyrille-de-Lessard, est un pharmacien, administrateur et homme politique québécois.
Il est député à l'Assemblée nationale du Québec de la circonscription de Matapédia pour le Parti libéral de 1985 à 1994.

## Biographie
Né le 20 janvier 1952 à Saint-Cyrille-de-Lessard, Henri Paradis est le fils de Valère Paradis et de Marguerite Caron. Il étudie à l'Université Laval en pharmacie. Il exerce sa profession au Centre hospitalier de Mont-Joli de 1976 à 1978. Il est copropriétaire de pharmacies à Rimouski, à Mont-Joli et à Matapédia à compter de 1978. De 1980 à 1983, il est membre du conseil d'administration d'Uniprix et président du conseil de 1983 à 1985.
En 1976, il devient président de la compagnie Aromathèque inc. Il est ensuite vice-président de la Chambre de commerce de Mont-Joli en 1977, puis président de la coopérative d'alimentation de 1982 à 1983, et administrateur à compter de 1979. Il est président fondateur de l'Association des marchands des Galeries Mont-Joli de 1978 à 1980. 
En 1985, il est élu député libéral à l'Assemblée nationale du Québec dans Matapédia. Il est réélu en 1989. Pendant ses mandats, il est adjoint parlementaire au ministre des Transports de 1986 à 1989, au ministre de la Santé et des Services sociaux de 1989 à 1994 et au premier ministre du 19 janvier au 24 juillet 1994. Il est défait en 1994,.